# 最美的安排
《最美的安排》（英語：Collateral Beauty）是一部於2016年上映的美國劇情片，由大衛·法蘭科執導，艾倫·洛布編劇。該片的主演包括威爾·史密斯、艾德華·諾頓、綺拉·奈特莉、麥可·潘納、娜歐蜜·哈瑞絲、雅各·拉提摩、凱特·溫斯蕾和海倫·米蘭等人，劇情講述廣告公司總裁霍華德·因萊特（Howard Inlet，史密斯飾演）透過寫信給死亡、愛情和時間來面對喪女之痛。
拍攝該片的計畫於2015年5月首度公開，原定由艾方索·戈梅茲-雷瓊執導，休·傑克曼主演。同年11月，因戈梅茲-雷瓊退出，大衛·法蘭科接手執導。威爾·史密斯於同年8月取代傑克曼擔任主演。《最美的安排》的主體拍攝始於2016年2月，地點位在美國紐約。除了紐約以外，該片的取景地點還包含皇后區、曼哈頓及惠特尼美術館。
《最美的安排》於2016年12月13日在杜拜國際電影節上首映，並於12月16日在美國院線上映。該片所獲評價多為負面。《最美的安排》的票房收入逾8,850萬美元，而其製片預算則是3,600萬美元。該片的DVD及藍光光碟於2017年3月14日發布。

## 劇情
一名成功的廣告公司總裁霍華德·因萊特（Howard Inlet）因女兒去世而變得抑鬱、悲觀，對未來失去希望。後來，霍華德的商業夥伴懷特·耶德薩瑪（Whit Yardsham）、克萊兒·威爾森（Claire Wilson）及西蒙·史考特（Simon Scott）擔心霍華德的精神健康影響他們公司的未來，並使公司瀕臨破產。三人為了獲得霍華德不適合繼續經營公司的證據，好讓他們重新掌控公司，確保他不能行使股東投票權讓公司合併案能順利進行，因此他們聘請一名私家偵探莎莉·派思（Sally Price）調查。莎莉攔截了霍華德寫給愛、死亡、時間這三種抽象概念的信，並將它給三人看。他們聘請了三名演員艾美（Amy）、拉斐（Raffi）和布莉姬（Brigitte），分別飾演愛、時間及死亡，以回應霍華德的信。三人計劃讓莎莉拍下霍華德遇見三名神秘人的錄像，然後以電腦抹除演員的影像，目的是使霍華德看來顯得精神不正常，使他們能夠順利出售公司。
在為角色準備時，三名演員與懷特、克萊兒和西蒙聚在一起，他們都正在經歷各自的問題。同時，霍華德不情願地開始參加一個悲傷支援小組，並跟因為癌症失去女兒奧利維亞（Olivia）及婚姻的瑪德琳（Madeleine）成為朋友，她與霍華德分享前夫給她的字條，指希望他們再次成為陌路人，並說他終於達成他的願望。三名演員以愛、死亡、時間分別接觸霍華德，但後悔操縱霍華德的艾美決定退出。懷特試圖勸說並說服她回來，也表達了對她的愛，但艾美拒絕了他，然而若懷特承諾面對自己問題的話，她同意進行他們的計劃。然後，他把自己的問題逐步解決。西蒙同樣向布莉姬透露自己的問題，她鼓勵他，最終也成功解決。
飾演愛、時間、死亡的艾美、拉斐和布莉姬再次接觸霍華德，霍華德怒罵了他們三人，尤其是艾美。霍華德道出了自他的女兒死後，他內心的痛苦。三人鼓勵他忘記過去的一切，幫助他的生活重回正軌。最後當霍華德跟妻子瑪德琳和好如初，走出傷痛後，回頭看了時間、愛、死亡三者神秘人，瑪德琳也回頭找尋霍華的視線去向卻無法看到神秘人的身影，而飾演死亡的布莉姬，就是向瑪德琳講述「最美麗的安排」的那個女人。

## 角色
- 威爾·史密斯飾演霍華德·因萊特，才華洋溢的廣告公司總裁，在喪女後失去對未來的希望，一蹶不振。
- 娜歐蜜·哈瑞絲飾演瑪德琳，悲傷支援小組的成員之一，同樣失去了女兒。
- 艾德華·諾頓飾演懷特·耶德薩瑪，霍華德的同事，與女兒和妻子間的關係不大和睦。
- 麥可·潘納飾演賽門·史考特，霍華德的同事，患上了絕症，不久於世。
- 凱特·溫斯蕾飾演克萊兒·威爾森，霍華德的同事，有不孕的問題。溫斯蕾表示，她最喜歡的橋段是她與拉斐（雅各·拉提摩飾演）的對手戲[3]。
- 綺拉·奈特莉飾演艾米 / 愛，耶德薩瑪、史考特與威爾森聘請的演員之一。
- 雅各·拉提摩（英语：Jacob Latimore）飾演拉斐 / 時間，耶德薩瑪、史考特與威爾森聘請的演員之一。
- 海倫·米蘭飾演布莉姬 / 死亡，耶德薩瑪、史考特與威爾森聘請的演員之一。米蘭表示，她一直以來就很想飾演一名叫做布莉姬的角色，因為聽起來「很有法國風」，並稱扮演兩個角色——一個是演員，一個是正在演戲的演員——是個「很棒的想法」[3]。
- 安·唐德（英语：Ann Dowd）飾演莎莉·派思，私家偵探。

此外，恩里克·莫西亞諾在片中客串飾演史丹（Stan）。凱莉·羅傑斯飾演耶德薩瑪的女兒艾莉森（Allison）。

## 製作

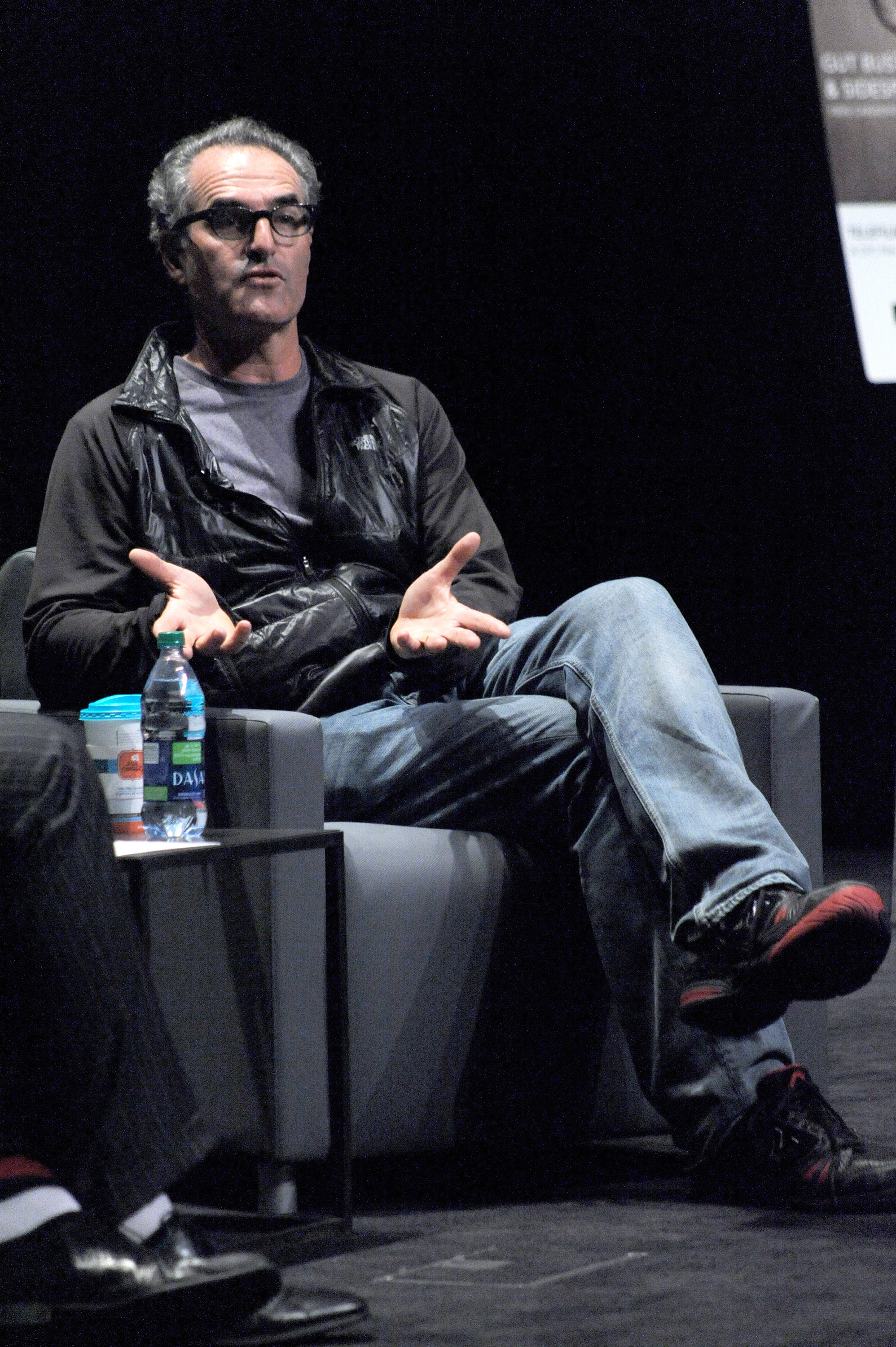
該片由大衛·法蘭科執導。

2015年5月13日，據報導，休·傑克曼和魯妮·瑪拉將主演背景設定於美國紐約的劇情片《最美的安排》。該片由艾方索·戈梅茲-雷瓊執導，艾倫·洛布撰寫劇本。麥可·休格和巴德·多魯斯（Bard Dorros）將擔任製片人，並由Anonymous Content製作。編劇洛布表示，這個故事「是我構思了數年的點子——一個人經歷了慘痛的失去，他很生氣，寫信給宇宙」。他形容該片「是一個節日寓言故事，一個強調積極生活的寓言故事」。6月9日，《好萊塢報導》的一篇報導指出，帕姆星媒體的凱文·佛瑞克斯（Kevin Frakes）也將提供電影資金，Likely Story將參與該片的製作，而洛布也會擔任監製。6月15日，《綜藝》雜誌報導，傑森·席格正在為參演的事宜進行會談。7月15日，因與《羅根》（2017年）的片約起了衝突，傑克曼退出了劇組。製片人轉而找上強尼·戴普。
8月4日，據報導，威爾·史密斯接手飾演傑克曼的角色，而他自己的製片公司歐弗布魯克娛樂也將參與製作。9月8日，魯妮·瑪拉退出了該片的劇組。10月5日，導演艾方索·戈梅茲-雷瓊因創作理念分歧而退出。11月8日，大衛·法蘭科確認接手執導。12月1日，《綜藝》雜誌報導，海倫·米蘭加入會談，電影預計於2016年初於紐約市開拍。2016年1月14日，TheWrap報導，艾德華·諾頓、麥可·潘納和娜歐蜜·哈瑞絲確定參演，而瑞秋·麥亞當斯也正在會談中。威秀電影也將參與電影的製作。2月9日，綺拉·奈特莉加入劇組。隔天，據報導指出，凱特·溫斯蕾也會參演。2月底，恩里克·莫西亞諾和雅各·拉提摩確認加入。該片的主體拍攝始於2016年2月22日，地點位在美國紐約。劇組亦有在皇后區拍攝該片。後來，眾演員們在曼哈頓拍片時被目擊。3月10日，劇組移至惠特尼美術館取景，且安·唐德簽約加入了劇組。

## 上映與家庭媒體
華納兄弟將《最美的安排》排在2016年12月16日在美國上映。2015年9月8日，劇報導，新線影業將負責電影在全球方面的發行業務。美國電影協會（MPAA）以「該片的題材和髒話」為由將電影評為PG-13級，意味著片中含有部分家長可能認為不適合13歲以下觀眾觀看的內容，建議家長需特別注意。電影的DVD及藍光光碟於2017年3月14日發布。截至2018年8月，《最美的安排》已在家庭媒體方面收穫了約318萬美元的收益。

### 評價
《最美的安排》所獲評價多為差評。爛蕃茄上收集的177篇專業影評文章中，有24篇給出了「新鮮」的正面評價，「新鮮度」為14%，平均得分3.55分（滿分10分），該網站對電影的共識性評價寫道「《最美的安排》的原計畫雖好，但卻漏洞百出，該片打算感動觀眾卻毀於無心插柳的歡鬧」，而基於另一影評網站Metacritic上的40篇評論文章，其中2篇予以好評，26篇差評，12篇褒貶不一，平均分為23（滿分100），綜合結果為「普遍不佳的評價」。據CinemaScore進行的調查，觀眾的平均評價於A+至F間落於「A-」。

### 票房
截至下檔日，《最美的安排》在美國及加拿大地區共累積了約3,101萬美元的票房，加上來自其他地區的5,751萬美元，全球票房共計約8,852萬美元，而其製片預算則是2,700萬美元。在美國及加拿大，《最美的安排》與《星際大戰外傳：俠盜一號》和廣泛上映的《海邊的曼徹斯特》共同上映並競爭，外界預測該片能在首映週末透過3,028家劇院賺進1,100萬至1,200萬美元的票房，與史密斯的《震盪效應》（2015年）差不多。美國首映當天，該片票房僅240萬美元，為此分析師認為首週末可能只會獲得750萬美元。《最美的安排》的首週末票房僅700萬美元，排名當週第四，是史密斯職業生涯中首週末票房最低的一部作品。

## 外部連結
- 互联网电影数据库（IMDb）上《最美的安排》的资料（英文）
- Box Office Mojo上《最美的安排》的資料（英文）
- 爛番茄上《最美的安排》的資料（英文）
- Metacritic上《最美的安排》的資料（英文）
- AllMovie上《最美的安排》的资料（英文）
- 開眼電影網上《最美的安排》的資料（繁體中文）
- 时光网上《最美的安排》的資料（简体中文）
- 豆瓣电影上《最美的安排》的資料 （简体中文）